# غاندر آس
غاندر آس هو سياسي نرويجي، ولد في 13 مايو 1785 في ميلهاوس في النرويج، وتوفي في 5 مايو 1853 في ستافانغر في النرويج.

## مناصب
- انتخب County Governor of Rogaland ‏ (1833 – 1853).
- انتخب نائب عضو برلمان النرويج  [لغات أخرى]‏ عن دائرة  خلال فترته النيابية ‏ (1845 – 1847).
- انتخب نائب عضو برلمان النرويج  [لغات أخرى]‏ عن دائرة  خلال فترته النيابية ‏ (1842 – 1844).
- انتخب نائب عضو برلمان النرويج  [لغات أخرى]‏ عن دائرة  خلال فترته النيابية ‏ (1839 – 1841).
- انتخب نائب عضو برلمان النرويج  [لغات أخرى]‏ عن دائرة  خلال فترته النيابية ‏ (1818 – 1820).
- انتخب عضو برلمان النرويج  [لغات أخرى]‏ عن دائرة Stavanger amt ‏ خلال فترته النيابية ‏ (1833 – 1835).